# Авъл Платорий Непот
Вижте пояснителната страница за други личности с името Непот.
Авъл Платорий Непот (на латински: Aulus Platorius Nepos, на гръцки: Μαε Νεπ) е политик и сенатор на Римската империя през 2 век. Пълното му име е Авъл Платорий Непот Апоний Италик Манилиан Гай Лициний Полион (на латински: Aulus Platorius Nepos Aponius Italicus Manilianus Gaius Licinius Pollio). Произлиза от знатния римски род Лицинии. Близък приятел на август Адриан.
Непот е управител на провинция Долна Германия и (legatus Augusti pro praetore Thraciae) на провинция Тракия около 116 – 118 г. Участва в издаването на монетни емисии чрез градската управа на Бизия (дн. Визе) (начало на монетосеченето за града), като за първи път името на легат е върху монети в рамките на цялата провинция Тракия. През 119 г. той е суфектконсул на мястото на Публий Дазумий Рустик заедно с император Адриан.
През 122 – 125 г. Непот е управител на провинция Британия. При управлението му започва строежа на Адриановия вал. Под негово командване са VI Победоносен и IX Испански легиони.